# Macarena Portales
Macarena Portales Nieto (Madrid, 2 agosto 1998) è una calciatrice spagnola, attaccante del Levante Badalona.

## Carriera

### Club
Portales si avvicina al calcio fin da giovanissima, decidendo di tesserarsi con l'Atlético Madrid e rimanendo legata alla società madrilena fino all'estate 2015, giocando prima nelle sue formazioni giovanili fino ad arrivare alla squadra B nella stagione 2014-2015.
Durante la sessione estiva di calciomercato 2015 si trasferisce alle rivali cittadine del Madrid CFF, squadra iscritta alla Segunda División, secondo livello del campionato spagnolo femminile di calcio, che pur avendo conquistato la stagione precedente il primo posto nel gruppo 5, nei play-off per la promozione viene eliminata già ai quarti di finale rimanendo nella serie cadetta. Qui Portales viene aggregata alla squadra titolare, con la quale debutta in campionato all'età di 17 anni, contribuendo a far arrivare la sua squadra al secondo posto del gruppo 5.
Dalla stagione successiva si trasferisce al Fundación Albacete, con il quale rimane una sola stagione, passando in seguito al Saragozza, al Siviglia, sempre per una sola stagione, per poi fare ritorno al Madrid CFF dove rimane per due stagioni.
Nell'estate 2021 coglie l'occasione per disputare il suo primo campionato all'estero, sottoscrivendo un contratto con l'Inter.

### Nazionale
Portales inizia a essere convocata agli stage della Federcalcio spagnola nel 2016, chiamata dal tecnico Pedro López nella formazione Under-19 che affronta la fase élite delle qualificazioni all'Europeo di Slovacchia 2016. Vi debutta il 5 aprile, nella vittoria per 3-0 sulle pari età dell'Italia, giocando anche le altre due partite del gruppo 4 che vede la Spagna chiudere il girone al primo posto, da imbattuta, e accedere così alla fase finale. López, che non ritiene di inserirla in rosa con la squadra in partenza per la Slovacchia, la convoca invece per la successiva fase di qualificazione all'Europeo di Norvegia 2017, scendendo in campo in tutti i tre incontri della prima fase del gruppo 8 e siglando anche la sua prima rete con la maglia delle Rojas, quella che porta sul parziale di 4-0 il risultato nell'incontro del 20 settembre con l'Ucraina, vinto poi per 5-0.

## Statistiche

### Cronologia presenze e reti in nazionale
| Cronologia completa delle presenze e delle reti in nazionale ― Spagna | Cronologia completa delle presenze e delle reti in nazionale ― Spagna | Cronologia completa delle presenze e delle reti in nazionale ― Spagna | Cronologia completa delle presenze e delle reti in nazionale ― Spagna | Cronologia completa delle presenze e delle reti in nazionale ― Spagna | Cronologia completa delle presenze e delle reti in nazionale ― Spagna | Cronologia completa delle presenze e delle reti in nazionale ― Spagna | Cronologia completa delle presenze e delle reti in nazionale ― Spagna |
| Data                                                                  | Città                                                                 | In casa                                                               | Risultato                                                             | Ospiti                                                                | Competizione                                                          | Reti                                                                  | Note                                                                  |
| --------------------------------------------------------------------- | --------------------------------------------------------------------- | --------------------------------------------------------------------- | --------------------------------------------------------------------- | --------------------------------------------------------------------- | --------------------------------------------------------------------- | --------------------------------------------------------------------- | --------------------------------------------------------------------- |
| 29-11-2024                                                            | Cartagena                                                             | Spagna                                                                | 5 – 0                                                                 | Corea del Sud                                                         | Amichevole                                                            | -                                                                     | 61’                                                                   |
| 3-12-2024                                                             | Nizza                                                                 | Francia                                                               | 2 – 4                                                                 | Spagna                                                                | Amichevole                                                            | -                                                                     | 79’                                                                   |
| Totale                                                                |                                                                       | Presenze                                                              | 2                                                                     |                                                                       | Reti                                                                  | 0                                                                     |                                                                       |